# Biccari
Biccari là một đô thị thuộc tỉnh Foggia trong vùng Puglia ở Ý. Đô thị này có diện tích 106 km², dân số 3031 người.
Đô thị này có các làng sau: Tertiveri.
Đô thị này giáp với các đô thị sau: 
Alberona, Castelluccio Valmaggiore, Celle di San Vito, Faeto, Lucera, Roseto Valfortore, Troia.